# Kaltenkreuth
Kaltenkreuth ist ein Gemeindeteil der Gemeinde Ehingen im Landkreis Ansbach (Mittelfranken, Bayern). Kaltenkreuth liegt in der Gemarkung Beyerberg.

## Geographie
Die Einöde liegt in einer Waldlichtung und ist unmittelbar von Weihern (Stockweiher, Krummweiher, Bierweiher, Kaltenkreuthweiher) umgeben. Es entspringt dort der Mühlgraben, ein rechter Zufluss der Wieseth. Im Westen grenzen die Waldgebiete Ellenhof und Lehenholz an, im Nordosten das Finsterholz und im Osten die Obere Heide. Die Kreisstraße AN 50 führt zur Staatsstraße 2220 bei Oberkönigshofen (1 km nördlich) bzw. nach Beyerberg zur Staatsstraße 2248 (2 km südwestlich).

## Geschichte
Kaltenkreuth war ursprünglich Besitz Heinrichs von Lentersheim. 1423 wurden die Ansprüche an Hans und Friz Brecht zu Altemuhr verkauft. Das Kloster Heilsbronn erwarb den Hof 1470/84.
Der Ort lag im Fraischbezirk des ansbachischen Oberamtes Wassertrüdingen. Die Dorf- und Gemeindeherrschaft übte das ansbachische Verwalteramt Waizendorf aus. Gegen Ende des 18. Jahrhunderts gab es drei Anwesen (2 Halbhöfe, 1 Gut), die allesamt das Verwalteramt Waizendorf als Grundherrn hatten. Von 1797 bis 1808 unterstand der Ort dem Justiz- und Kammeramt Wassertrüdingen.
Infolge des Gemeindeedikts wurde Kaltenkreuth dem 1809 gebildeten Steuerdistrikt und Ruralgemeinde Beyerberg zugeordnet. Im Zuge der Gebietsreform in Bayern wurde Kaltenkreuth am 1. Juli 1972 nach Ehingen eingemeindet.

### Einwohnerentwicklung
| Jahr      | 001818 | 001840 | 001861 | 001871 | 001885 | 001900 | 001925 | 001950 | 001961 | 001970 | 001987 |
| Einwohner | 7      | 14     | 12     | 13     | 13     | 16     | 13     | 26     | 15     | 10     | 10     |
| Häuser    | 2      | 2      |        |        | 3      | 2      | 2      | 4      | 3      |        | 2      |
| Quelle    | [ 12 ] | [ 13 ] | [ 14 ] | [ 15 ] | [ 16 ] | [ 17 ] | [ 18 ] | [ 19 ] | [ 20 ] | [ 21 ] | [ 1 ]  |

## Religion
Der Ort ist seit der Reformation evangelisch-lutherisch geprägt und bis heute nach St. Maria (Königshofen) gepfarrt. Die Einwohner römisch-katholischer Konfession sind nach Herz Jesu (Bechhofen) gepfarrt.